# Demasiado viejo para morir joven
Pour plus de détails, voir Fiche technique et Distribution.
Demasiado viejo para morir joven est un film espagnol réalisé par Isabel Coixet, sorti en 1989.

## Synopsis
À Barcelone, deux amis passent de petits boulots en petits boulots. L'un de devient porteur de message ce qui l'amène à devoir entrer dans des endroits secrets du monde de la nuit.

## Fiche technique
- Titre : Demasiado viejo para morir joven
- Titre catalan : Massa vell per morir jove
- Réalisation : Isabel Coixet
- Scénario : Isabel Coixet
- Photographie : Jesús Escosa
- Montage : Juana González
- Production : Ricard Figueras
- Société de production : Aura Films
- Pays :  Espagne
- Genre : Drame
- Durée : 103 minutes
- Dates de sortie : 
  -  Espagne : 13 janvier 1989 (Madrid), 17 février 1989 (Barcelone)

## Distribution
- Gerardo Arenas : Equis
- Emma Suárez : Evax
- Emilio Lain : le chauffeur de taxi
- Carme Elías : Amalia
- Fernando Guillén : le chef
- David Sust : l'enfant
- César Ojinaga : Cachalote
- Lloll Bertran[1]

## Distinctions
Le film a été nommé pour le prix Goya du meilleur nouveau réalisateur.